# Annelieke Bouwers
Ine Annelieke Jansen-Bouwers (Rhenen, 4 mei 1976) is een Nederlands actrice en zangeres.

## Biografie
Annelieke werd in Rhenen geboren maar verhuisde op haar 4e met haar ouders naar Emmen. Ze stond al op jonge leeftijd op het podium. Op haar 12e deed ze mee aan het kinderprogramma Goofy’s Super Swing. Na de HAVO ging ze op zangles. Hierna moest ze een muzikale opleiding volgen van de zangpedagoog. Vervolgens ging ze naar het conservatorium van Enschede. Tijdens deze opleiding nam ze deel aan verscheidene musicals.

## Carrière
Al op 12-jarige leeftijd is actrice en zangeres Bouwers een jaar lang te zien in de commercial 'Kijk eens wat vaker in de spiegel van de Kapper'. Daarna volgde nog een aantal commercials waaronder 'Philadelphia' in 2004. Ze heeft klassieke zang afgerond aan het conservatorium in Enschede en vervolgde haar studie 2e fase (muziektheater) in Rotterdam. Daarnaast studeerde ze een aantal maanden aan het Mozarteum in Salzburg, Oostenrijk.
Ze was te zien in de show Barcelona (Event Centre Aalsmeer) en de musical The Sound of Music.
Van 2004 t/m 2010 speelde ze de rol van Sanne Klein in de Nederlandse soap Onderweg naar Morgen. Vanaf januari 2011 was Bouwers te zien in Dreamslive! in studio 21,  Hilversum
Sinds het voorjaar van 2016 is ze regelmatig te zien als presentatrice van het dagelijkse journaal op lokale omroep RTV Amstelveen. Over het algemeen presenteert ze dan het weekjournaal, samen met presentatrice Rose Boerdam.

## Privéleven
Bouwers is sinds eind mei 2009 getrouwd met Cas Jansen, met wie zij twee kinderen heeft.

## Filmografie

### Film
- 1996: De Kersenpluk
- 2012: De club van lelijke kinderen, als moeder Paul
- 2013: Leve Boerenliefde, als Hielkje
- 2021: De Kameleon aan de ketting, als Chantal

### Televisie
- 2004-2010: Onderweg naar Morgen, als Sanne Klein
- 2008: Spoorloos verdwenen, als Didi Franken
- 2011: De Meisjes van Thijs, als Femke
- 2014: Sinterklaasjournaal, als moeder van gezin
- 2016: De Ludwigs, als Stella
- 2016: SpangaS, als Chantal
- 2018: De Kameleon, als Chantal

## Theater
- Barcelona: Isabella (2002-2004)
- The Sound of Music: Ursula/non (2003-2004)
- Studio 21 Dreamslive! in Media Park, Hilversum